# Schauspielbesetzungen der Salzburger Festspiele ab 2017

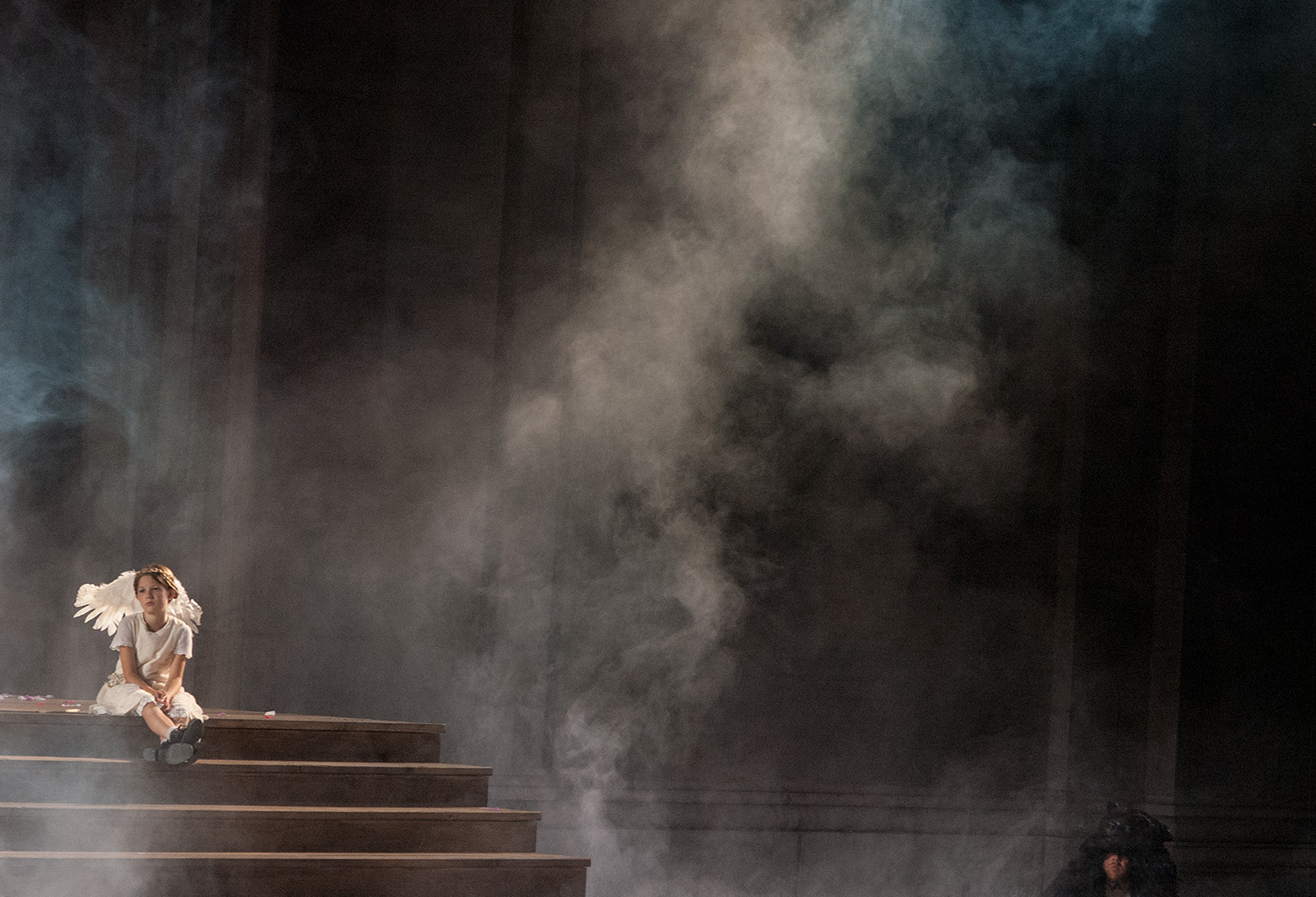
Szenenbild aus der Jedermann-Inszenierung von Julian Crouch und Brian Mertes, die auch im Jahr 2017 gezeigt werden wird – nunmehr erstmals mit Tobias Moretti in der Titelrolle, mit Stefanie Reinsperger als Buhlschaft, Edith Clever als Mutter und Hanno Koffler als Teufel

Die Liste der Schauspielbesetzungen der Salzburger Festspiele ab 2017 führt alle künstlerischen Mitwirkenden der Schauspielproduktionen der Salzburger Festspiele während der Schauspieldirektion Bettina Hering an.

## Konzeption
Bettina Hering, zuvor Künstlerische Leiterin am Landestheater Niederösterreich, ist die erste Frau, die das Schauspiel der Salzburger Festspiele programmiert und leitet. Ihre erste Aufgabe war die Neubesetzung der Hauptrollen des Jedermann am Domplatz, da Cornelius Obonya, Miriam Fussenegger (nach nur einer Spielzeit) und Julia Gschnitzer ihre Rollen als Jedermann, Buhlschaft und Mutter zurücklegten. Gemeinsam mit dem Intendanten der Salzburger Festspiele ab 2017, Markus Hinterhäuser, betraute sie Tobias Moretti, Stefanie Reinsperger und Edith Clever mit diesen exponierten Aufgaben. Weiters nahm sie einige Umbesetzungen vor: Christoph Franken, der Teufel der Jahre 2015 und 2016, übernimmt die Rolle des Mammons. Der neue Teufel, Hanno Koffler, spielt auch die Rolle Jedermanns guter Gesell. Johannes Silberschneider, vier Jahre lang der Arme Nachbar, verkörpert ab 2017 den Glauben. Neuer Armer Nachbar ist Roland Renner. Auch die Rolle der Guten Werke wurde neu besetzt, mit der Burgschauspielerin Mavie Hörbiger.
In einem Interview mit der Austria Presse Agentur gab sie bekannt: „Mein Credo ist sicher, die Türen prinzipiell mehr zu öffnen, mehr zuzulassen und sich dem Leben nicht zu verschließen“. Die neue Intendantin kooperiert mit zwei Bühnen, die ebenfalls von Frauen geleitet werden, dem Deutschen Schauspielhaus Hamburg, geleitet von der Intendantin Karin Beier, und dem Wiener Burgtheater, geleitet von der Direktorin Karin Bergmann. Drei der vier Neuinszenierungen werden von Frauen inszeniert, die vierte von einem Regieduo, bestehend aus einer Frau und einem Mann. Die neue Schauspieldirektorin hat sich bei der Wahl der Stücke, die allesamt noch nie in Salzburg gezeigt wurden, von Festspielmitbegründer Max Reinhardt anregen lassen: „Besonders interessant ist sein Ansatz des programmatischen Eklektizismus, dieser Vielgestaltigkeit der Formen beim Theater. Da nehme ich ihn wirklich beim Wort im neuen Programm.“

## Schauspiel 2017
| Jedermann, Das Spiel vom Sterben des reichen Mannes (1911) von Hugo von Hofmannsthal, 21. Juli bis 28. August 2017, Domplatz | | |
| Michael Sturminger Renate Martin, Andreas Donhauser Stefan Ebelsberger, Hubert Schwaiger Mathias Rüegg Komposition und Musikalische Leitung Harald Kratochwil Choreografie Constanze Kargl Dramaturgie Thomas Egger Sounddesign         | Stefanie Reinsperger Buhlschaft Mavie Hörbiger Werke Edith Clever Jedermanns Mutter Eva Herzig Schuldknechts Weib Sigrid Maria Schnückel Koch Selina Graf, Magdalena Hammer, Christina Holowati, Theresa Kinzl, Saskia Lane, Olga Levtcheva, Sarah Perfler, Leonie Reichl, Elisa Rohrauer, Milena Schadle, Magdalena Wawra | Tobias Moretti Jedermann Peter Lohmeyer Tod \| Stimme des Herrn \| Spielansager Hanno Koffler Jedermanns guter Gesell \| Teufel Christoph Franken Mammon Johannes Silberschneider Glaube Hannes Flaschberger Dicker Vetter Stephan Kreiss Dünner Vetter Fritz Egger Schuldknecht Roland Renner Armer Nachbar Ensemble 013 und Jordan Deschamps, Julian Dorner, Felix Gutschi, Thomas Hold, Felix Kreutzer, Christian Petter, Jakob Steiner, Julian Sungler |
| Die Geburtstagsfeier, Schauspiel (1957) von Harold Pinter, Deutsch von Michael Walter, 28. Juli bis 13. August 2017, Salzburger Landestheater (zehn Aufführungen) – Koproduktion mit dem Wiener Burgtheater                             | | |
| Andrea Breth Martin Zehetgruber, Jacques Reynaud Friedrich Rom Bert Wrede Musik Klaus Missbach Dramaturgie | Nina Petri Meg Andrea Wenzl Lulu | Pierre Siegenthaler Petey Max Simonischek Stanley Roland Koch Goldberg Oliver Stokowski McCann |
| Rose Bernd, Ein Schauspiel in fünf Akten (1903) von Gerhart Hauptmann, 29. Juli bis 9. August 2017, Perner-Insel, Hallein (acht Aufführungen) – Koproduktion mit dem Deutschen Schauspielhaus Hamburg                                   | | |
| Karin Henkel Volker Hintermeier, Adriana Braga Peretzki Hartmut Litzinger Arvild J. Baud Musik Sibylle Meier Dramaturgie Christine Groß Chorleitung                                                                                     | Lina Beckmann Rose Bernd Julia Wieninger Henriette Flamm | Michael Prelle Vater Bernd Markus John Christoph Flamm Maik Solbach August Keil Gregor Bloéb Arthur Schreckmann Martin Pawlowsky Kleinert und andere |
| Kasimir und Karoline, Volksstück (1932) von Ödön von Horváth, in einer Textfassung von 600 HIGHWAYMEN in Zusammenarbeit mit Saša Čelecki, 11. bis 18. August 2017, Universität Mozarteum, Großes und Kleines Studio (acht Aufführungen) | | |
| 600 HIGHWAYMEN (Abigail Browde und Michael Silverstone) Anneliese Neudecker Brandon Wolcott Musik Stefanie Hackl Dramaturgie | Ein partizipatives Theaterstück mit einem Ensemble aus Laien sowie Schauspielerinnen und Schauspielern | Ein partizipatives Theaterstück mit einem Ensemble aus Laien sowie Schauspielerinnen und Schauspielern |
| Lulu, Eine Monstretragödie (Urfassung 1894) von Frank Wedekind, 17. bis 28. August 2017, Perner-Insel, Hallein (acht Aufführungen) | | |
| Athina Rachel Tsangari Florian Lösche, Beatrix von Pilgrim Reinhard Traub Mauricio Pauly Musik und Sounddesign Ariane Labed, Athina Rachel Tsangari Choreografie Marija Karaklajić Dramaturgie                                          | Anna Drexler, Isolda Dychauk, Ariane Labed Lulu Fritzi Haberlandt Gräfin Geschwitz Ariane Labed Jack | Rainer Bock Schigolch \| Dr. Goll Steven Scharf Dr. Franz Schöning Christian Friedel Alwa Schöning Maik Solbach Eduard Schwarz \| Casti Piani Benny Claessens Rodrigo Quast Ian Hassett Bob \| Henriette \|Conferencier |